# Sattledt
Sattledt osztrák mezőváros Felső-Ausztria Welsvidéki járásában. 2021 januárjában 2690 lakosa volt.

## Elhelyezkedése

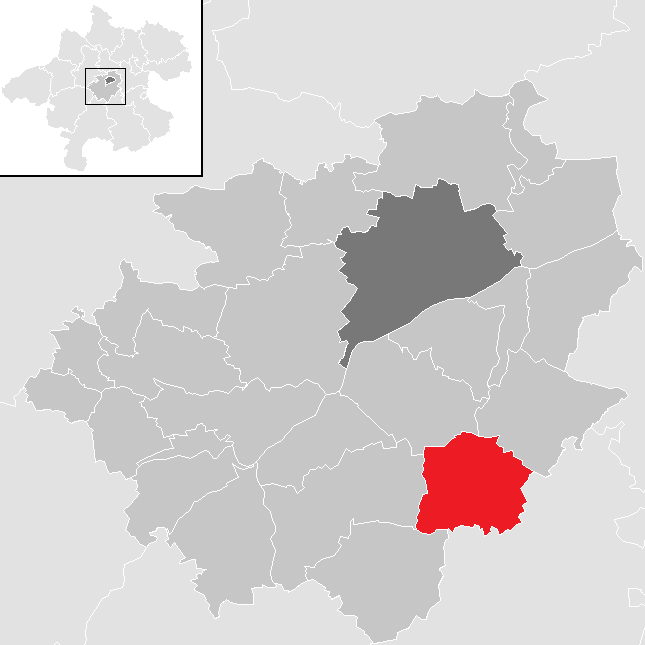
Sattledt a Welsvidéki járásban

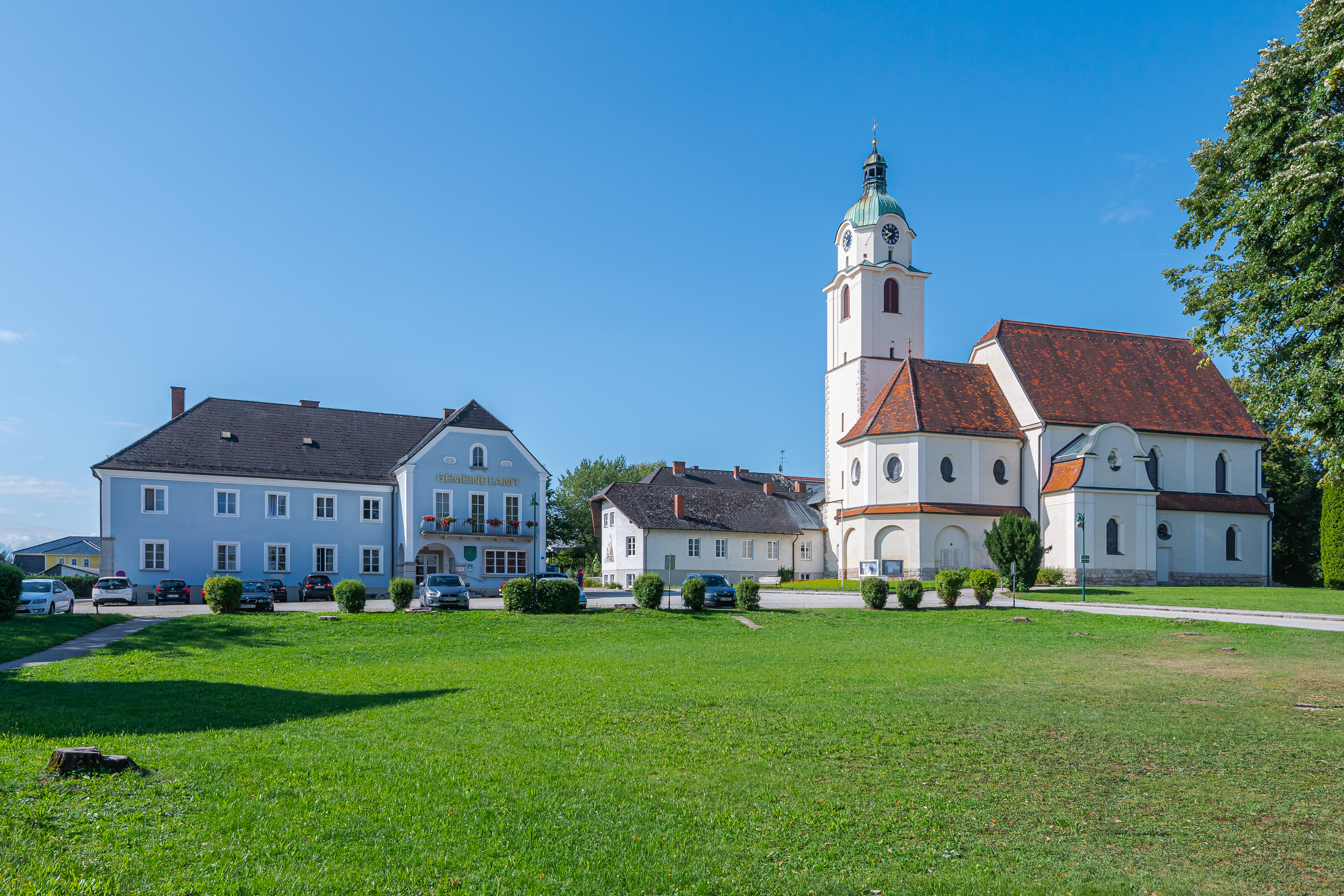
A Szt. István-plébániatemplom

Sattledt a tartomány Hausruckviertel régiójában fekszik a Traun és az Enns közti felföldön. Területének 8,4%-a erdő, 76,3% áll mezőgazdasági művelés alatt. Az önkormányzat 10 települést és településrészt egyesít: Dirnberg (13 lakos 2011-ben), Giering (374), Heiligenkreuz (17), Maidorf (286), Oberautal (80), Oberhart (184), Pochendorf (29), Rappersdorf (21), Sattledt (1083) és Unterhart (323). 
A környező önkormányzatok: délnyugatra Eberstalzell, nyugatra Steinerkirchen an der Traun, északra Steinhaus, északkeletre Sipbachzell, délkeletre Kremsmünster, délre Ried im Traunkreis.

## Története
Sattledtet 1468-ban említik először Satelod formában, amikor a kremsmünsteri apátság egyik tanyája volt. A mai önkormányzat területén a kremsmünsteri és a lambachi kolostor, valamint a Pollheim nemesi család osztozott. 
Sattlödt község az 1848-as forradalmat követő közigazgatási reform után jött létre 1851-ben, de 1874-ben Kremsmünsterhez csatolták. A falu 1893-ban még csak 25 tanyából állt, de ekkor megépült a Wels-Rohr vasút és Sattledtben állomást létesítettek, ekkor még főleg a teherforgalom számára. 1898-ban téglagyárat alapítottak az állomás mellett és a munkások számára házakat építettek. Az Anschluss után a régió az Oberdonau reichsgauba lett beszervezve és felülvizsgálták a közigazgatási beosztást. 1939 októberében helyi kezdeményezésre Sattledt ismét önállóvá válhatott. A község területén áthaladt a Reichsautobahn nyomvonala és a munkások számára barakkokat építettek. A kitörő háború miatt az építkezést felfüggesztették és a táborokban kényszermunkás hadifoglyokat szállásoltak el.
A háború után a község fejlődéséhez előbb az autópálya építése, majd a Hofer (az Aldi osztrák leányvállalata) cég ideköltözése járult hozzá jelentős mértékben. A Hofer hamarosan az ország egyik legjelentősebb kiskereskedelmi vállalatává nőtte ki magát. 1999-ben Sattledtet mezővárosi rangra emelték.      

## Lakosság
A sattledti önkormányzat területén 2021 januárjában 2690 fő élt. A lakosságszám 1961 óta gyarapodó tendenciát mutat. 2018-ban az ittlakók 87%-a volt osztrák állampolgár; a külföldiek közül 1,6% a régi (2004 előtti), 5% az új EU-tagállamokból érkezett. 5,1% a volt Jugoszlávia (Szlovénia és Horvátország nélkül) vagy Törökország, 1,4% egyéb országok polgára volt. 2001-ben a lakosok 86,7%-a római katolikusnak, 2,7% evangélikusnak, 1,2% ortodoxnak, 5,2% mohamedánnak, 2,9% pedig felekezeten kívülinek vallotta magát. Ugyanekkor a legnagyobb nemzetiségi csoportokat a németeken (91,1%) kívül a horvátok (2,5%) a törökök (2,2%) és a szerbek (1,7%) alkották. 
A népesség változása:

| 2016 | 2 606 |
| 2018 | 2 668 |

## Látnivalók
- a Szt. István-plébániatemplom 1937-ben épült
- a kremsmünsteri apátság és Wels városának határát jelző középkori határkő

## Fordítás
- Ez a szócikk részben vagy egészben  a   Sattledt című német Wikipédia-szócikk ezen változatának fordításán alapul.  Az eredeti cikk szerkesztőit annak laptörténete sorolja fel. Ez a jelzés csupán a megfogalmazás eredetét és a szerzői jogokat jelzi, nem szolgál a cikkben szereplő információk forrásmegjelöléseként.